# FK 스파르타크 수보티차
FK 스파르타크 수보티차(세르비아어: Фудбалски клуб Спартак Суботица / Fudbalski klub Spartak Subotica)는 수보티차를 연고로 하는 세르비아의 축구 클럽이다. 현재는 세르비아 수페르리가에 참가하고 있다.

## 성적
- 유고슬라비아 2부 리그 우승 4회 (1952, 1971-72, 1985-86, 1987-88)
- 유고슬라비아 컵: 준우승 2회 (1961-62, 1993-94)

## 선수 명단

### 현역
참고: FIFA 자격 규정에 따라 소속된 국가대표팀 국기를 표시합니다. 선수는 복수의 FIFA 비회원국 국적을 가지고 있을 수 있습니다.
| 번호 | 포지션 | 국적       | 이름                  |
| ---- | ------ | ---------- | --------------------- |
| 6    | MF     | 나이지리아 | 프란시스 은워케아비아 |

| 번호 | 포지션 | 국적 | 이름 |
| ---- | ------ | ---- | ---- |

## 역대 감독
| 감독            | 임기        |
| --------------- | ----------- |
| 륩코 페트로비치 | 1987 ~ 1988 |